# Áreas comunitárias de Chicago

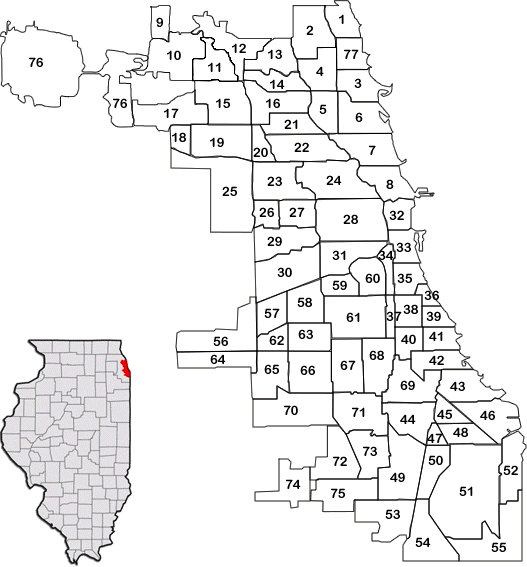
Mapa da cidade de Chicago com 77 setores da comunidade.

A cidade de Chicago está dividida em setenta e sete sectores da comunidade (em inglês:  Community Areas) que foram criadas principalmente para a demografia e estatísticas da cidades, assim como do United States Census Bureau. Essas áreas também fornecem a base para uma variedade de iniciativas no planeamento urbano, tanto a nível local como municipal.
Durante o final da década de 1920, o comitê de pesquisa em ciências sociais da Universidade de Chicago definiu setenta e cinco sectores da comunidade em toda a cidade de Chicago. Na época, essas áreas correspondiam, grosso modo, aos bairros da região. Em 1950, com as anexações da cidade para o Aeroporto Internacional O'Hare, um sector da comunidade foi adicionado. Para além da criação do septuagésimo sétimo sector, em 1980, os limites nunca foram revistos para refletir as alterações ocorridas nas áreas, mas em vez disso foi mantido relativamente estável para permitir comparações dessas áreas a longo prazo.

## Áreas comunitárias de Chicago
| 01 | Rogers Park     | 21 | Avondale           | 41 | Hyde Park       | 61 | New City               |
| 02 | West Ridge      | 22 | Logan Square       | 42 | Woodlawn        | 62 | West Elsdon            |
| 03 | Uptown          | 23 | Humboldt Park      | 43 | South Shore     | 63 | Gage Park              |
| 04 | Lincoln Square  | 24 | West Town          | 44 | Chatham         | 64 | Clearing               |
| 05 | North Center    | 25 | Austin             | 45 | Avalon Park     | 65 | West Lawn              |
| 06 | Lake View       | 26 | West Garfield Park | 46 | South Chicago   | 66 | Chicago Lawn           |
| 07 | Lincoln Park    | 27 | East Garfield Park | 47 | Burnside        | 67 | West Englewood         |
| 08 | Near North Side | 28 | Near West Side     | 48 | Calumet Heights | 68 | Englewood              |
| 09 | Edison Park     | 29 | North Lawndale     | 49 | Roseland        | 69 | Greater Grand Crossing |
| 10 | Norwood Park    | 30 | South Lawndale     | 50 | Pullman         | 70 | Ashburn                |
| 11 | Jefferson Park  | 31 | Lower West Side    | 51 | South Deering   | 71 | Auburn Gresham         |
| 12 | Forest Glen     | 32 | Loop               | 52 | East Side       | 72 | Beverly                |
| 13 | North Park      | 33 | Near South Side    | 53 | West Pullman    | 73 | Washington Heights     |
| 14 | Albany Park     | 34 | Armour Square      | 54 | Riverdale       | 74 | Mount Greenwood        |
| 15 | Portage Park    | 35 | Douglas            | 55 | Hegewisch       | 75 | Morgan Park            |
| 16 | Irving Park     | 36 | Oakland            | 56 | Garfield Ridge  | 76 | O'Hare                 |
| 17 | Dunning         | 37 | Fuller Park        | 57 | Archer Heights  | 77 | Edgewater              |
| 18 | Montclare       | 38 | Grand Boulevard    | 58 | Brighton Park   |    |                        |
| 19 | Belmont Cragin  | 39 | Kenwood            | 59 | McKinley Park   |    |                        |
| 20 | Hermosa         | 40 | Washington Park    | 60 | Bridgeport      |    |                        |